# Artemas (Musiker)
Artemas (* 23. September 1999 in Oxfordshire als Artemas Diamandis) ist ein britischer Musikproduzent und Sänger. Sein Musikstil pendelt zwischen Contemporary R&B und Alternative Rock.

## Leben
Artemas wuchs in Oxfordshire auf. Seine Familie hat zyprische Wurzeln. Er begann als Teenager, inspiriert vom Dokumentarfilm Montage of Heck über Kurt Cobain, Songs zu schreiben. Ab 2020 begann er diese auch zu veröffentlichen. Er produziert vor allem Musik der Genres Contemporary R&B und Alternative Rock im Stil von Rex Orange County und Post Malone. Im Oktober 2023 veröffentlichte er den Song If U Think I’m Pretty. Mit der Veröffentlichung des zugehörigen Mixtapes Pretty gelang ihm im Februar 2024 der Einstieg in die britischen Singlecharts.
Am 19. März 2024 erschien die Single I Like the Way You Kiss Me. Bereits nach zwei Wochen erreichte sie 50 Millionen Streams weltweit, Platz 3 in der Heimat und in mehreren Ländern Platz 1, darunter Deutschland, Österreich und die Schweiz. Der Song enthält ein Post-Punk-Instrumental mit hoch gepitchten Gesangsstimmen von ihm und einer nicht genannten Sängerin. Der Song erlangte vor allem über TikTok große Bekanntheit.

## Diskografie

### Studioalben
| Jahr | Titel   | Höchstplatzierung, Gesamtwochen, AuszeichnungChartsChartplatzierungen (Jahr, Titel, Platzierungen, Wochen, Auszeichnungen, Anmerkungen) | Anmerkungen                         |
| Jahr | Titel   | US | Anmerkungen                         |
| ---- | ------- | --- | ----------------------------------- |
| 2024 | Yustyna | US147 (1 Wo.)US | Erstveröffentlichung: 11. Juli 2024 |

### Mixtapes
- 2022: I’m Sorry I’m Like This (Eigenproduktion)
- 2024: Pretty (Eigenproduktion)

### Singles
| Jahr | Titel Album                        | Höchstplatzierung, Gesamtwochen, AuszeichnungChartplatzierungen (Jahr, Titel, Album, Platzierungen, Wochen, Auszeichnungen, Anmerkungen) | Höchstplatzierung, Gesamtwochen, AuszeichnungChartplatzierungen (Jahr, Titel, Album, Platzierungen, Wochen, Auszeichnungen, Anmerkungen) | Höchstplatzierung, Gesamtwochen, AuszeichnungChartplatzierungen (Jahr, Titel, Album, Platzierungen, Wochen, Auszeichnungen, Anmerkungen) | Höchstplatzierung, Gesamtwochen, AuszeichnungChartplatzierungen (Jahr, Titel, Album, Platzierungen, Wochen, Auszeichnungen, Anmerkungen) | Höchstplatzierung, Gesamtwochen, AuszeichnungChartplatzierungen (Jahr, Titel, Album, Platzierungen, Wochen, Auszeichnungen, Anmerkungen) | Anmerkungen                                                |
| Jahr | Titel Album                        | DE | AT | CH | UK | US | Anmerkungen                                                |
| ---- | ---------------------------------- | --- | --- | --- | --- | --- | ---------------------------------------------------------- |
| 2023 | If U Think I’m Pretty Pretty       | DE94 (1 Wo.)DE | AT42 (6 Wo.)AT | CH92 (2 Wo.)CH | UK39 Silber · (13 Wo.)UK | US— GoldUS | Erstveröffentlichung: 24. Oktober 2023 Verkäufe: + 825.000 |
| 2024 | I Like the Way You Kiss Me Yustyna | DE1 Platin · (… Wo.)DE | AT1 ×2Doppelplatin · (60 Wo.)AT | CH1 Platin · (53 Wo.)CH | UK3 Platin · (34 Wo.)UK | US12 Platin · (20 Wo.)US | Erstveröffentlichung: 19. März 2024 Verkäufe: + 4.103.333  |

Weitere Singles
- 2020: High 4 U
- 2021: Sunny
- 2021: Misunderstood
- 2021: Real Life
- 2021: I’m Trynna Tell U That I Love U
- 2022: Favourite
- 2022: I’m Sorry
- 2022: Waiting for It All to Go Wrong
- 2022: My Love, I Feel So Low
- 2022: Me n My Girl
- 2022: Mi Amor
- 2023: Can’t Stop Loving You
- 2023: Sink or Swim
- 2023: Tattoos
- 2023: I’ll Make You Miss Me
- 2023: You Were a Dream
- 2023: Don’t You Start
- 2023: Cross My Heart
- 2024: Just Want U to Feel Something
- 2024: Ur Special to Me

## Auszeichnungen für Musikverkäufe
| Goldene Schallplatte - Australien - 2024: für die Single If U Think I’m Pretty - Kanada - 2024: für die Single If U Think I’m Pretty Platin-Schallplatte - Dänemark - 2025: für die Single I Like the Way You Kiss Me - Italien - 2024: für die Single I Like the Way You Kiss Me - Mexiko - 2024: für die Single I Like the Way You Kiss Me - Neuseeland - 2024: für die Single I Like the Way You Kiss Me - Niederlande - 2024: für die Single I Like the Way You Kiss Me - Norwegen - 2024: für die Single I Like the Way You Kiss Me - Polen - 2024: für die Single If U Think I’m Pretty - Schweden - 2024: für die Single I Like the Way You Kiss Me - Spanien - 2024: für die Single I Like the Way You Kiss Me | 2× Platin-Schallplatte - Belgien - 2024: für die Single I Like the Way You Kiss Me - Kanada - 2024: für die Single I Like the Way You Kiss Me - Portugal - 2025: für die Single I Like the Way You Kiss Me 4× Platin-Schallplatte - Australien - 2024: für die Single I Like the Way You Kiss Me Diamantene Schallplatte - Frankreich - 2024: für die Single I Like the Way You Kiss Me - Polen - 2024: für die Single I Like the Way You Kiss Me |

Anmerkung: Auszeichnungen in Ländern aus den Charttabellen bzw. Chartboxen sind in ebendiesen zu finden.
| Land/RegionAuszeichnungen für Musikverkäufe (Land/Region, Auszeichnungen, Verkäufe, Quellen) | Silber  | Gold     | Platin       | Diamant     | Verkäufe | Quellen                   |
| -------------------------------------------------------------------------------------------- | ------- | -------- | ------------ | ----------- | -------- | ------------------------- |
| Australien (ARIA)                                                                            | —       | Gold1    | 4× Platin4   | —           | 315.000  | aria.com.au               |
| Belgien (BRMA)                                                                               | —       | —        | 2× Platin2   | —           | 80.000   | ultratop.be               |
| Dänemark (IFPI)                                                                              | —       | —        | Platin1      | —           | 90.000   | ifpi.dk                   |
| Deutschland (BVMI)                                                                           | —       | —        | Platin1      | —           | 600.000  | musikindustrie.de         |
| Frankreich (SNEP)                                                                            | —       | —        | —            | Diamant1    | 333.333  | snepmusique.com           |
| Italien (FIMI)                                                                               | —       | —        | Platin1      | —           | 100.000  | fimi.it                   |
| Kanada (MC)                                                                                  | —       | Gold1    | 2× Platin2   | —           | 200.000  | musiccanada.com           |
| Mexiko (AMPROFON)                                                                            | —       | —        | Platin1      | —           | 140.000  | amprofon.com.mx           |
| Neuseeland (RMNZ)                                                                            | —       | —        | Platin1      | —           | 30.000   | aotearoamusiccharts.co.nz |
| Niederlande (NVPI)                                                                           | —       | —        | Platin1      | —           | 90.000   | nvpi.nl                   |
| Norwegen (IFPI)                                                                              | —       | —        | Platin1      | —           | 60.000   | ifpi.no                   |
| Österreich (IFPI)                                                                            | —       | —        | 2× Platin2   | —           | 60.000   | ifpi.at                   |
| Polen (ZPAV)                                                                                 | —       | —        | Platin1      | Diamant1    | 300.000  | olis.pl                   |
| Portugal (AFP)                                                                               | —       | —        | 2× Platin2   | —           | 20.000   | Einzelnachweise           |
| Schweden (IFPI)                                                                              | —       | —        | Platin1      | —           | 120.000  | sverigetopplistan.se      |
| Schweiz (IFPI)                                                                               | —       | —        | Platin1      | —           | 30.000   | hitparade.ch              |
| Spanien (Promusicae)                                                                         | —       | —        | Platin1      | —           | 60.000   | elportaldemusica.es       |
| Vereinigte Staaten (RIAA)                                                                    | —       | Gold1    | Platin1      | —           | 500.000  | riaa.com                  |
| Vereinigtes Königreich (BPI)                                                                 | Silber1 | —        | Platin1      | —           | 800.000  | bpi.co.uk                 |
| Insgesamt                                                                                    | Silber1 | 3× Gold3 | 25× Platin25 | 2× Diamant2 |          |                           |